# Alice Laura Embleton
Alice Laura Embleton (1876-1960) est une biologiste et zoologiste britannique. Elle est l'une des premières femmes à avoir  étudié les sciences à l'University College of South Wales and Monmouthshire, et appartient au premier groupe de femmes nommées fellows de la Linnean Society of London en 1905. Alice Embleton a conduit des recherches sur les pesticides pour améliorer la production agricole. Elle fut une suffragette notoire.

## Biographie

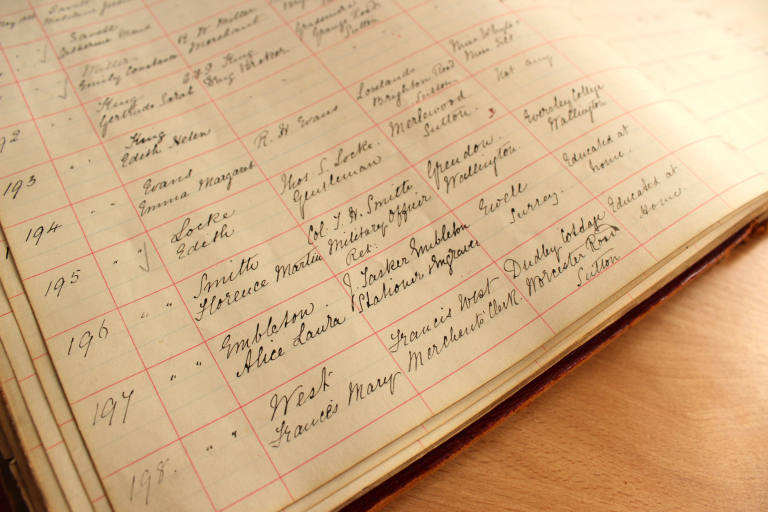
le nom d'Alice Embleton dans le registre d'admission de Sutton High School

Alice Embleton naït à Epsom, Surrey en 1876. Elle fréquente la Sutton High School, London (en), qu'elle quitte à 15 ans en raisons de difficultés financières. Elle s'inscrit toutefois par la suite à l'University College of South Wales and Monmouthshire, maintenant Cardiff University, en 1895, et obtient en 1899 un Bachelor of Science.

### Recherches
En 1900, elle a remporté la 1851 Research Fellowship (en), qui attribue chaque année une bourse de recherche de trois ans à « de jeunes scientifiques ou ingénieurs exceptionnellement prometteurs ». Elle a utilisé la bourse de 150 £ pour travailler au Laboratoire biologique Balfour à Newnham College, Cambridge, suivi d'une nouvelle période d'études à la Sorbonne à Paris. Elle est considérée comme la deuxième femme à publier sur le sujet de la copépodologie (en), après Edith Mary Pratt.
En 1903, elle a été nommée zoologiste honoraire au Board of Agriculture et a remporté la bourse Mackinnon de la Royal Society pour la recherche en sciences biologiques.
Elle a été l'une des premières femmes à prendre la parole à la Linnean Society, Burlington House, Londres. Son article, publié le 4 juin 1903, était intitulé : « Anatomy and Development of a Hymeropterous Parasite of a Scaly Insect (Lecanium Hemisphoericum) ». Parmi quinze autres femmes, elle a été nommée membre de la Linnean Society en 1905. Les archives de la Linnean Society contiennent la correspondance d'Embleton avec la Society, dont elle est restée membre jusqu'en 1917.
En 1906, elle a co-publié les articles, On the synapsis in amphibia et On the origin of the sertoli.
Plus tard, elle a mené des recherches sur le cancer au Royal College of Science (en) de South Kensington,.

### Vie privée
Pendant de nombreuses années, elle a eu une relation avec la scientifique Celia Wray.

## Publications
- On the Economic Importance of the Parasires of Coccidae, Entomological Society of London, 1902